# Rezerwat przyrody Kochanowicki Grąd
Rezerwat przyrody Kochanowicki Grąd – leśny rezerwat przyrody położony w województwie śląskim na terenie gminy Kochanowice w powiecie lublinieckim (województwo śląskie).

## Powołanie
Obszar chroniony utworzony został 27 lutego 2024 r. na podstawie Zarządzenia Regionalnego Dyrektora Ochrony Środowiska w Katowicach z dnia 7 lutego 2024 r. w sprawie uznania za rezerwat przyrody (Dz. Urz. Woj. Śl. z 2024 r., poz. 1306). Propozycję ochrony tego terenu po raz pierwszy sformułował w 2002 Janusz Maciej Hereźniak w studium przyrodniczo-historycznym. Ostateczny kształt rezerwatu ustalono w listopadzie 2023 podczas posiedzenia Regionalnej Rady Ochrony Przyrody.

## Położenie
Obszar chroniony ma powierzchnię 26,45 ha, natomiast powierzchnia jego otuliny wynosi 41,47 ha. Obejmuje wydzielenia leśne w nadleśnictwie Herby i leśnictwie Kochanowice, leżące w gminie Kochanowice (otulina obejmuje także fragmenty nieleśne i częściowo leży w gminie Herby). Znajduje się w pobliżu zabudowań miejscowości Ameryka, ponadto leży w granicach Parku Krajobrazowego Lasy nad Górną Liswartą.

## Charakterystyka
Celem ochrony w rezerwacie jest „zachowanie ze względów naukowych i dydaktycznych fragmentu lasu grądowego o cechach naturalnych”. Dla rezerwatu ze względu na dominujący przedmiot ochrony określono typ fitocenotyczny i podtypu zbiorowisk leśnych, zaś ze względu na główny typ ekosystemu – typ leśny i borowy oraz podtyp lasów mieszanych nizinnych.
Przedmiotem ochrony są fragmenty wilgotnego grądu subkontynentalnego (Tilio-Carpinetum stachyetosum) z dorodnymi okazami dębu szypułkowego (w wieku 135–170 lat), ponadto występują graby, olsze, jesiony, brzozy, osiki, jawory i sosny. Starodrzew liściasty jest dogodnym miejscem dla siedlisk bociana czarnego. Z gatunków pod ochroną ścisłą występują tu: kruszczyk szerokolistny, goryczka wąskolistna, wawrzynek wilczełyko, widłak jałowcowaty. Pod ochroną częściową znajdują się: kruszyna pospolita, kalina koralowa, czosnek niedźwiedzi, przylaszczka pospolita i kopytnik pospolity. Poza tym z gatunków rzadkich pojawiają się: przetacznik górski, starzec Fuchsa, starzec kędzierzawy.
Dla rezerwatu nie określono planu ochrony ani zadań ochronnych. Nie udostępniono go dla ruchu turystycznego ze względu na jego duże wartości dydaktyczne i naukowe. Celem ochrony ustanowiono otulinę obejmującą również tereny nieleśne.